# Baktejaure (Tärna socken, Lappland, 729720-146168)
Baktejaure är en sjö i Storumans kommun i Lappland och ingår i Umeälvens huvudavrinningsområde.